# Zr.Ms. Schorpioen

Le Zr.Ms. Schorpioen est un navire cuirassé bélier construit en France pour la Marine royale néerlandaise à la fin du XIXe siècle.
Le navire musée Zr.Ms. Buffel, exposé à Hellevoetsluis, formèrent avec le Schorpioen le noyau de la nouvelle Marine royale néerlandaise jusqu'en 1905.

## Construction et conception
Construit en 1867-1868 par les Forges et Chantiers de la Méditerranée de La Seyne-sur-Mer. Il a été lancé avec deux mâts tripodes et capable d'employer environ 600 m2 de voiles, mais il s'est avéré être un voilier difficile et quelques années plus tard les mâts et les voiles ont été enlevés. Comme pour le Buffel, ses énormes moteurs à vapeur lui donnaient une vitesse maximale de 13 nœuds (24 km/h). Son arme de frappe était son bélier pointu, légèrement différent de celui de Buffel, mais il n'a jamais été utilisé. Une tourelle blindée contenait deux canons de 230 mm.

## Service
Comme pour le Buffel, son bilan n'est pas très impressionnant. En 1886, Schorpioen a été frappé dans le gaillard arrière par un remorqueur à vapeur à aubes dans le port de Den Helder et a coulé en deux heures. Il fut possible de le renflouer et de le réparer. En 1906, il a terminé son rôle de navire de guerre opérationnel et a été transformé en navire d'hébergement.
Au début de la Seconde Guerre mondiale, il est tombé aux mains des Allemands, a été remorqué en Allemagne et y a servi de navire d'hébergement et de stockage. Après la guerre, en 1947, il a été retrouvé à Hambourg et remorqué jusqu'à Den Helder pour de nouveau devenir un navire d'hébergement, d'abord à Amsterdam et plus tard à Den Helder où il est devenu la caserne du WRNS néerlandais.

## Préservation
En 1982, après sa mise hors service, il a été acheté par une fondation privée qui a été créée pour le transformer en musée flottant à Middelbourg, dans le sud du pays. Sept ans plus tard, après une rénovation complète, il a ouvert ses portes aux visiteurs, en tant que navire musée.
En 1995, la marine royale néerlandaise a racheté le navire et l'a placé sous la supervision du Musée de la marine néerlandaise de Le Helder, où il est maintenant le troisième et le plus grand navire exposé. En mai 2000, après une période de rénovation de dix-huit mois pour lui redonner sa gloire d'antan, le navire a été ouvert aux visiteurs.

## Galerie

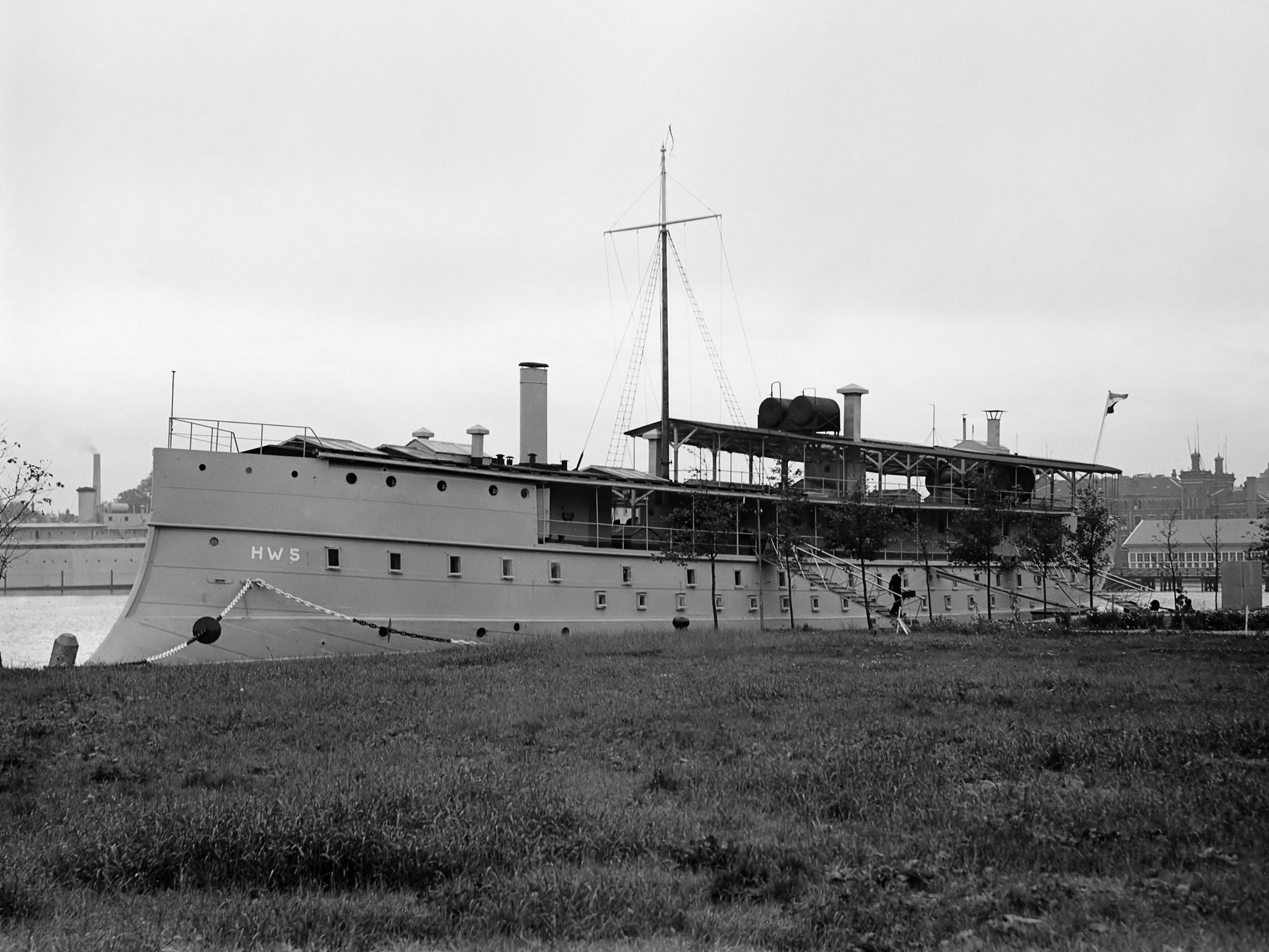
Schorpioen en 1948
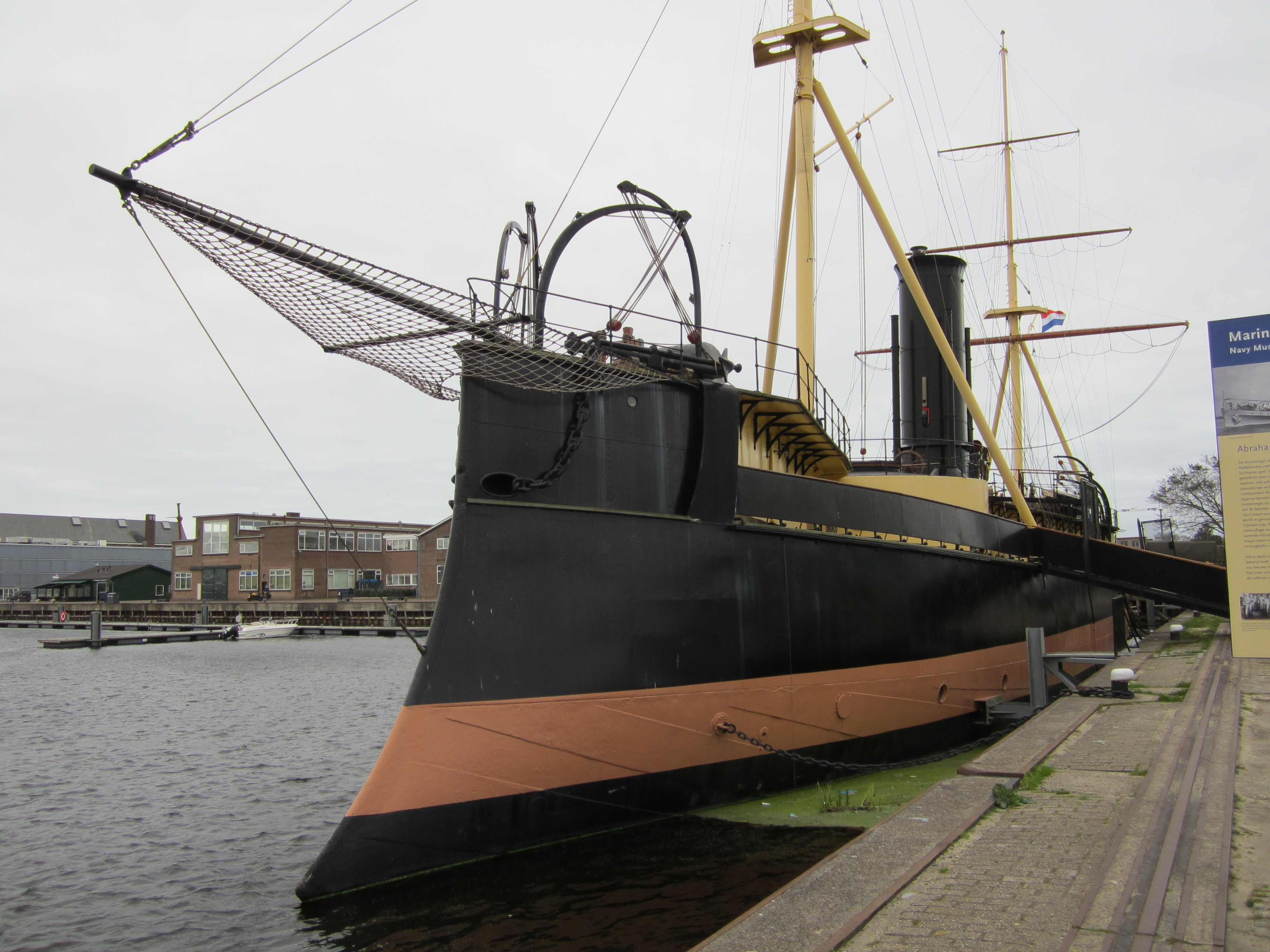
Schorpioen en 2011